# Tri-tert-butylphosphin
Tri-tert-butylphosphin ist eine organische Verbindung aus der Gruppe der Phosphane.

## Geschichte
Über die Herstellung von Tri-tert-butylphosphin wurde erstmals 1967 berichtet.

## Herstellung
Wegen der sterischen Hinderung ergibt die Reaktion von Phosphortrichlorid mit tert-Butylmagnesiumchlorid lediglich Chlordi-tert-butylphosphin. Dieses kann jedoch mit tert-Butyllithium zu Tri-tert-butylphosphin umgesetzt werden. In Gegenwart von 10 Mol-% Kupfer(I)-iodid und 20 Mol-% Lithiumbromid ist die Herstellung ohne Verwendung Lithiumorganylen möglich, da so durch Reaktion von Phosphortrichlorid beziehungsweise Chlordi-tert-butylphosphin mit  tert-Butylmagnesiumchlorid das Tri-tert-butylphosphin erhalten wird. Perdeuteriertes Tri-tert-butylphosphin kann aus geeigneten Edukten ebenfalls hergestellt werden. Dazu wird zunächst tert-Butylchlorid mit Thionylchlorid in schwerem Wasser zu tert-Butylchlorid-d9 umgesetzt. Dieses kann mit Magnesium in Tetrahydrofuran zu tert-Butylmagnesiumchlorid-d9 umgesetzt werden, das analog zum undeuterierten tert-Butylmagnesiumchlorid eingesetzt werden kann, um Tri-tert-butylphosphin-d27 zu erhalten.

## Eigenschaften
Tri-tert-butylphosphin kristallisiert im monoklinen Kristallsystem in der Raumgruppe P21/n (Raumgruppen-Nr. 14, Stellung 2) mit den Gitterparametern a = 9,219 Å; b = 13,768 Å, c = 11,133 Å und β = 111,36 ° sowie 4 Formeleinheiten pro Elementarzelle.

## Reaktionen
Tri-tert-butylphosphin dient als Ligand für Katalysatoren in palladiumkatalysierten Kreuzkupplungen, beispielsweise Suzuki-Kupplungen. Als sterisch anspruchsvolle Lewis-Base kann  Tri-tert-butylphosphin mit einer geeigneten Lewis-Säure, beispielsweise Tris(pentafluorphenyl)boran, frustrierte Lewis-Paare bilden.
Die Reaktion von Tri-tert-butylphosphin mit grauem Selen in Toluol ergibt Tri-tert-butylphosphinselenid. Die Umsetzung mit dem Pyridin-Addukt von Phosphenodithionylchlorid ergibt analog das Tri-tert-butylphosphinsulfid. Mit Methyliodid reagiert es heftig unter Bildung eines Phosphoniumsalzes.